# RAF Matching
Royal Air Force Matching, ou plus simplement RAF Matching était une ancienne base aérienne de la Royal Air Force située 8 km à l'est de Harlow, dans l'Essex.
Inauguré en 1944, elle était utilisée à la fois par la Royal Air Force et l'United States Army Air Forces. Pendant la guerre, elle a été principalement utilisée comme aérodrome de bombardiers, avant d'être fermée en 1946.
Aujourd'hui, les vestiges de l'aérodrome sont situés sur une propriété privée utilisée comme champs agricoles.

## Histoire

### Utilisation de l'USAAF

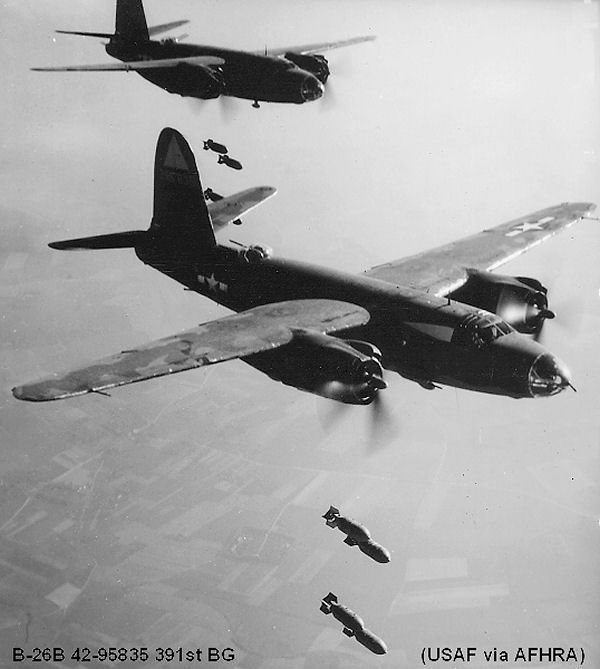
Un Martin B-26B-50-MA Marauder Serial 42-95835 du groupe de bombardement.

La correspondance était connue sous le nom de USAAF Station AAF-166 pour des raisons de sécurité par l'USAAF pendant la guerre. Son code de station USAAF était MT.

#### 391egroupe de bombardement
La première organisation de combat, le 391e groupe de bombardement, arrive à Matching le 26 janvier 1944 en provenance de Fort Knox, dans le Kentucky, aux commandes de Martin B-26 Marauders. Les quatre escadrons opérationnels du groupe étaient :
- 572e escadron de bombardement (P2)
- 573e escadron de bombardement (T6)
- 574e escadron de bombardement (4L)
- 575e escadron de bombardement (O8)

Le marquage du groupe était un triangle jaune peint sur la dérive de leurs B-26. Le groupe effectue plus de 150 missions avant de déménager en France fin septembre 1944.
Le  391e groupe de bombardement participe notamment au bombardement du viaduc de Cherisy, mais en perdant deux appareils.

## Utilisation actuelle
La tour de contrôle est toujours debout un demi-siècle après sa construction et a été utilisée pendant quelques années pour des expériences radar. 
Une partie de la piste principale (03/21) qui subsiste est désormais utilisée comme voie publique et une autre partie subsistante a été utilisée pour l'instruction des poids lourds. De nombreuses sections à largeur simple de la voie périphérique sont utilisées pour les véhicules agricoles.
Une plaque commémorative aux hommes du 391e groupe de bombardement se trouve dans l'église Sainte-Marie la Vièrge de Matching.